# 格蘭特堂區
格蘭特堂區（英語：Grant Parish）是美國路易斯安那州中部的一個堂區。面積1,721平方公里。根據美國2000年人口普查，共有人口18,698人。治所科爾法克斯 (Colfax)。
成立於1869年3月4日。堂區名紀念南北戰爭北軍將領、第十八任總統尤里西斯·格蘭特。